# Partit Reformista d'Alternativa Democràtica
El Partit Reformista d'Alternativa Democràtica (en luxemburguès: Alternativ Demokratesch Reformpartei) és un partit polític nacionalista i conservador de Luxemburg. Fou creat el 1987 i va adoptar el nom d'Alternativa Democràtica el 2006.
Actualment compta amb el 10% de suport popular.

## Resultats electorals

### Cambra dels Diputats
| Any  | Vots    | %         | Escons | +/– | Govern   |
| ---- | ------- | --------- | ------ | --- | -------- |
| 1989 | 225,262 | 7.9 (#4)  | 4 / 60 | Nou | Oposició |
| 1994 | 244,045 | 9.0 (#5)  | 5 / 60 | 1   | Oposició |
| 1999 | 303,734 | 11.3 (#4) | 7 / 60 | 2   | Oposició |
| 2004 | 278,792 | 10.0 (#5) | 5 / 60 | 2   | Oposició |
| 2009 | 303,734 | 11.3 (#5) | 4 / 60 | 1   | Oposició |
| 2013 | 217,683 | 6.6 (#5)  | 3 / 60 | 1   | Oposició |
| 2018 | 292,388 | 8.3 (#5)  | 4 / 60 | 1   | Oposició |
| 2023 | 348,990 | 9.3 (#4)  | 5 / 60 | 1   | Oposició |

### Parlament Europeu
| Any  | Vots    | %          | Escons | +/– |
| ---- | ------- | ---------- | ------ | --- |
| 1994 | 70,470  | 6.9 (#5)   | 0 / 6  |     |
| 1999 | 91,118  | 9.0 (#5)   | 0 / 6  | =   |
| 2004 | 87,666  | 8.0 (#5)   | 0 / 6  | =   |
| 2009 | 83,168  | 7.4 (#5)   | 0 / 6  | =   |
| 2014 | 88,298  | 7.5 (#5)   | 0 / 6  | =   |
| 2019 | 125,988 | 10.0 (#5)  | 0 / 6  | =   |
| 2024 | 162,849 | 11.76 (#5) | 1 / 6  | 1   |